# Kasárna na Pohořelci

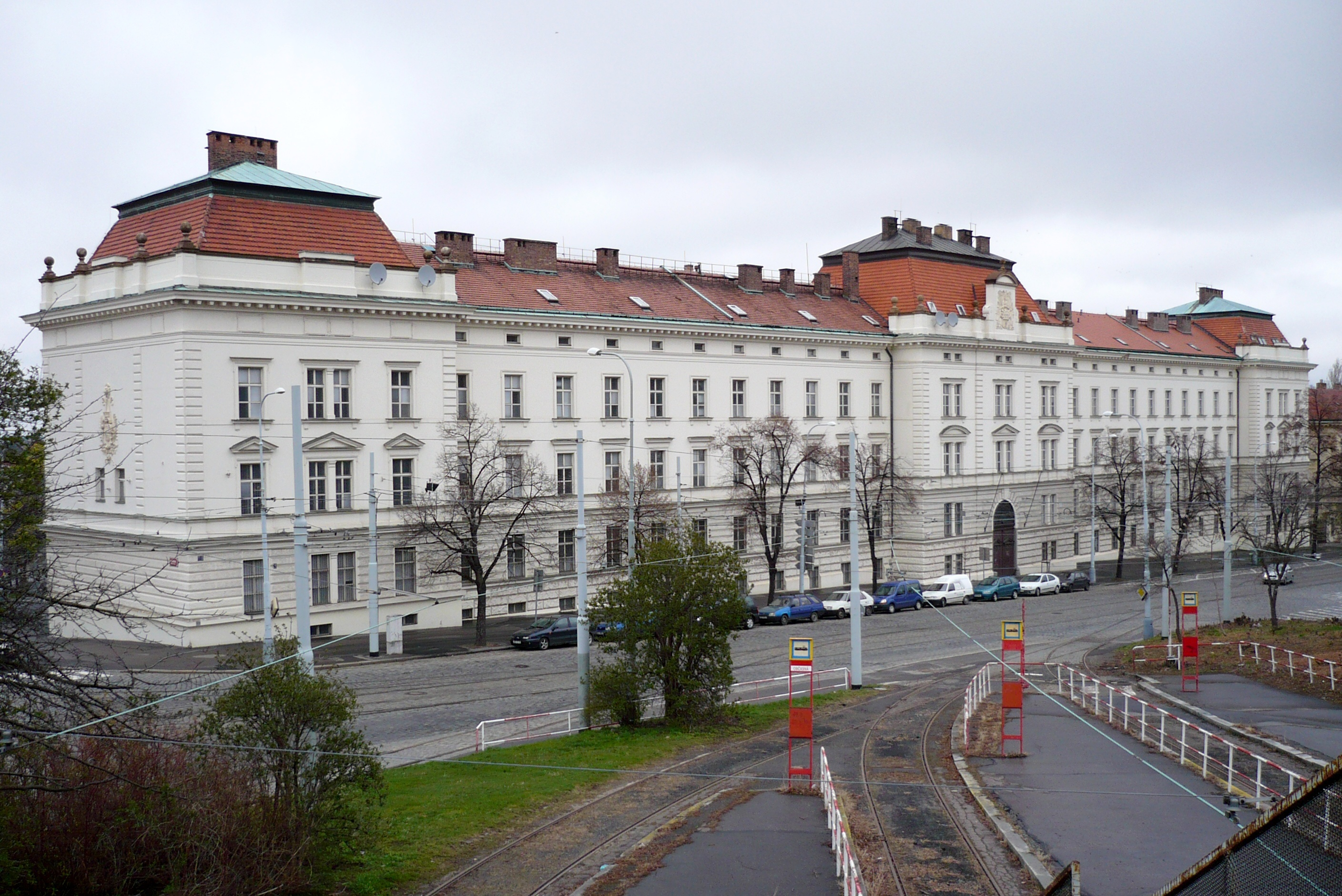
Hlavní kasárenská budova (nároží Dlabačov–Myslbekova

Kasárna na Pohořelci, někdy zvaná také Hradčanská kasárna nebo kasárna Prokopa Holého, jsou komplex staveb v Praze na Hradčanech ohraničený ulicemi Pohořelec (na východní straně), Dlabačov (na jihu), Myslbekova (na západní straně) a Parléřova (na severu). Komplex tvoří několik novorenesančních budov na pozemku asi 2 ha (č.p. 120, 121 a 122 katastrálního území Hradčany), patřících do správy Ministerstva obrany.

## Historie a popis
V místech nad Pohořelcem proti areálu Strahovského kláštera jako součást pražského opevnění stávala nová Strahovská brána. Ta byla vystavěna v letech 1619 a 1620 nákladem malostranského primase Baltazara Globice, stoupence Fridricha Falckého, jehož znaky byly umístěny na bráně. Později tu stával také dům, který patřil sochaři Ignáci F. Platzerovi).
Koncem 19. století došlo na západním konci Pohořelce k zásadním úpravám, mj. k proražení Keplerovy ulice. Domy čp. 117 a 118, navazující na Kučerův palác a tvořící pokračování severní fronty pohořeleckého náměstí, byly zbourány. Další, tehdy nárožní dvoupatrový dům čp. 120, zakoupila v roce 1873 pražská obec pro ubytování jednoho praporu zeměbrany; tento dům byl základem budoucího komplexu několika volně stojících vojenských budov, který tu následně postupně vznikl v letech 1873 až 1899:
- hlavní budova (čp. 121), obracející se na Pohořelec a postavená v letech 1890–1893 podle návrhu architekta Jindřicha Fialky; je čtyřkřídlá, s dvoupatrovým hlavním průčelím, které je symetrické, má 17 os a uprostřed je zvýrazněno trojosým rizalitem zakončeným nahoře balustrovou atikou a štítem s hodinami,
- kancelářská budova (prostřední ve frontě do Dlabačova), má půdorys ve tvaru E, hlavní průčelí má 13 os a střední trojosý rizalit,
- hlavní kasárenská budova na rohu Dlabačova a Myslbekovy ulice, čp. 120/2, hlavní fasáda do Dlabačova je opět dvoupatrová, má 31 os s výrazně vystupujícími trojosými rizality uprostřed a v nárožích,
- jednopatrová ubikace v severozápadním cípu areálu (nároží Myslbekova–Parléřova), s půdorysem ve tvaru E,
- dvoupatrová ubikace na severní straně Parléřovy ulice (čp. 122), po demolicích v letech 1930 a 1931 jediný dochovaný z původně 10 objektů postavených na této straně ulice,
- přízemní vozovna na jižní straně Parléřovy ulice (nyní garáže),
- přízemní skladiště na západní straně dvora (Myslbekova čp. 120/2).

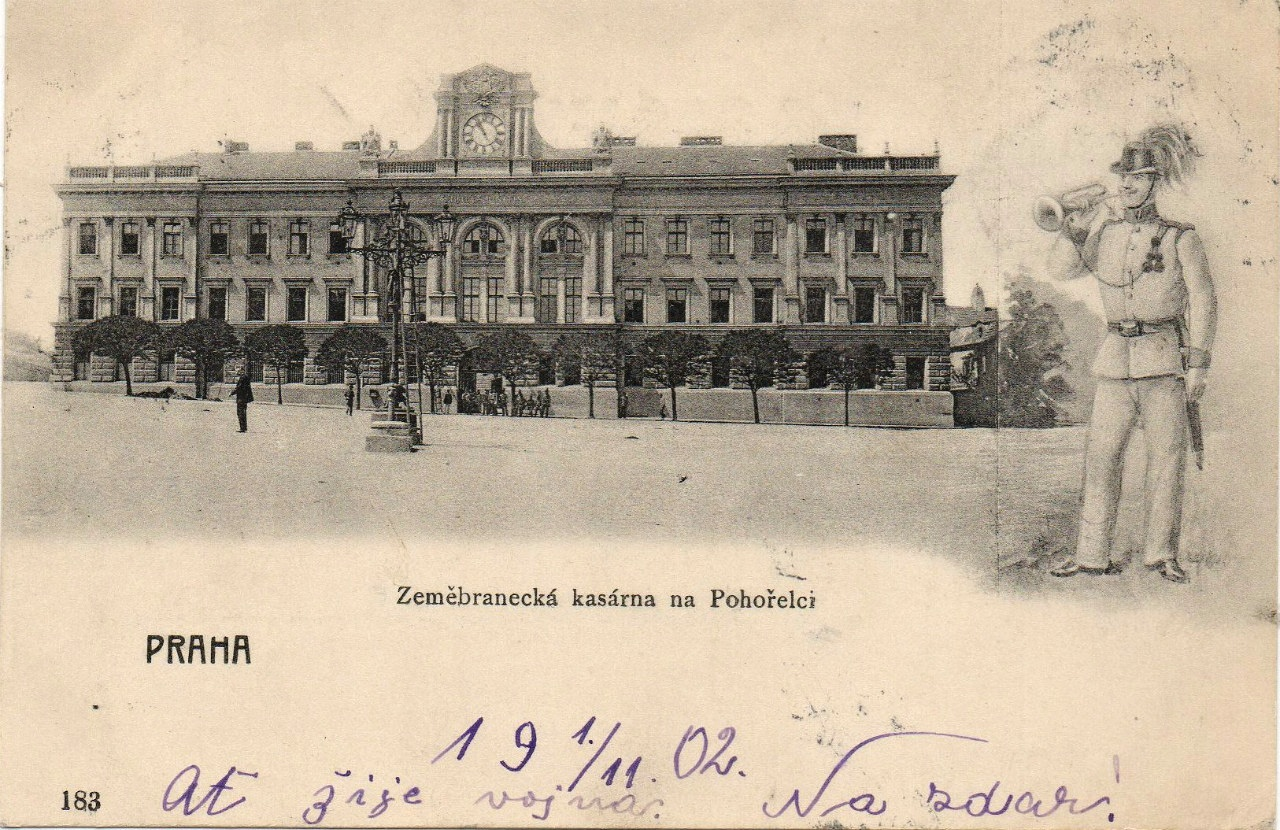
Kasárna na pohlednici v roce 1902

Kolem východní a jižní strany komplexu vede tramvajová trať, v úzkém místě mezi rohem kasáren a kolejemi byl v 50. letech 20. století zřízen průchod pro pěší.
Po vybudování kasáren tu byl umístěn nejprve v letech 1889–1915 Zeměbranecký pěší pluk č. 8, později v letech 1921–1923 Protiletadlový dělostřelecký pluk 151, v letech 1923–1938 Dělostřelecký pluk 151 a v letech 1933–1937 také Dělostřelecký pluk 154. V letech 1957–1961 tu byl dislokován 2. letecký spojovací pluk. Od roku 1956 tu bylo také sídlo Armádního uměleckého souboru (dva roky základní vojenské služby tu absolvavali například herci Jan Čenský a Miroslav Vladyka).
Ministerstvo obrany uvažuje o rekonstrukci objektu; s tím souvisí i vyřešení dopravních opatření v oblasti Pohořelce. V současné době (2022) je objekt nevyužitý.